# Luigi Garlando
Luigi Garlando, (Milaan, 5 mei 1962), is een Italiaanse journalist en schrijver. 
Garlando is afgestudeerd in moderne letterkunde in Milaan, en daar begint hij met stripverhalen. Hij komt dan naar La Gazzetta dello Sport, waar hij de rubriek Candido Reedy heeft overgenomen. Hij is voor de krant blijven schrijven en is daarnaast ook een van de personen achter Gazzetta TV. Daarnaast publiceerde hij een aantal boeken.

## Bestseller 60
| Boeken met noteringen in de Nederlandse Bestseller 60 | Jaar van verschijnen | Datum van binnenkomst | Hoogste positie | Aantal weken | Opmerkingen                            |
| ----------------------------------------------------- | -------------------- | --------------------- | --------------- | ------------ | -------------------------------------- |
| Adrenaline                                            | 2022                 | 06-04-2022            | 32              | 2            | in samenwerking met Zlatan Ibrahimović |

- Bibsys: 1704950347364
- Biblioteca Nacional de España: XX4934599
- Bibliothèque nationale de France: cb165149862 (data)
- Catàleg d'autoritats de noms i títols de Catalunya: 981058524752906706
- CiNii: DA19986953
- Gemeinsame Normdatei: 138959811
- International Standard Name Identifier: 0000 0003 6344 8219
- Library of Congress Control Number: nb2004312363
- Bibliotheek van het Japanse parlement: 032371400
- Nationale Bibliotheek van Tsjechië: xx0278747
- Nationale en Universitaire bibliotheek Zagreb: 000777060
- Nederlandse Thesaurus van Auteursnamen: 242284388
- Réseau des bibliothèques de Suisse occidentale: 02-A018844934
- Istituto Centrale per il Catalogo Unico: TO0V392194
- Système universitaire de documentation: 158355687
- Virtual International Authority File: 226419798
- WorldCat: E39PBJhd8yCb7dwxXFk4gxfDv3